# Hedyotis hirsutissima
Hedyotis hirsutissima är en måreväxtart som beskrevs av Richard Henry Beddome. Hedyotis hirsutissima ingår i släktet Hedyotis och familjen måreväxter. Inga underarter finns listade i Catalogue of Life.